# ماریو کاتسانیگا
ماریو کاتسانیگا (ایتالیایی: Mario Cazzaniga؛ زادهٔ ۱۹۰۰ - درگذشته نامشخص) بازیکن واترپلو اهل ایتالیا بود. وی در بازی‌های المپیک تابستانی ۱۹۲۴ شرکت کرده‌است.